# Pentagonite
La pentagonite è un minerale raro non radioattivo, scoperto nel 1973 presso il parco statale del lago Owyhee, nella contea di Malheur in Oregon. Deriva il suo nome dal greco, attualmente si conosce la sua diffusione in India e negli stati occidentali degli Stati Uniti.